# Карчи
Карчи (на испански: Carchi) е една от 24-те провинции на южноамериканската държава Еквадор. Разположена е в северната част на страната. Общата площ на провинцията е 3750 км², а населението е 185 500 жители (по изчисления за 2019 г.). Провинцията е разделена на 6 кантона, някои от тях са:
1. Боливар
2. Мира
3. Тулкан